# ثمرية

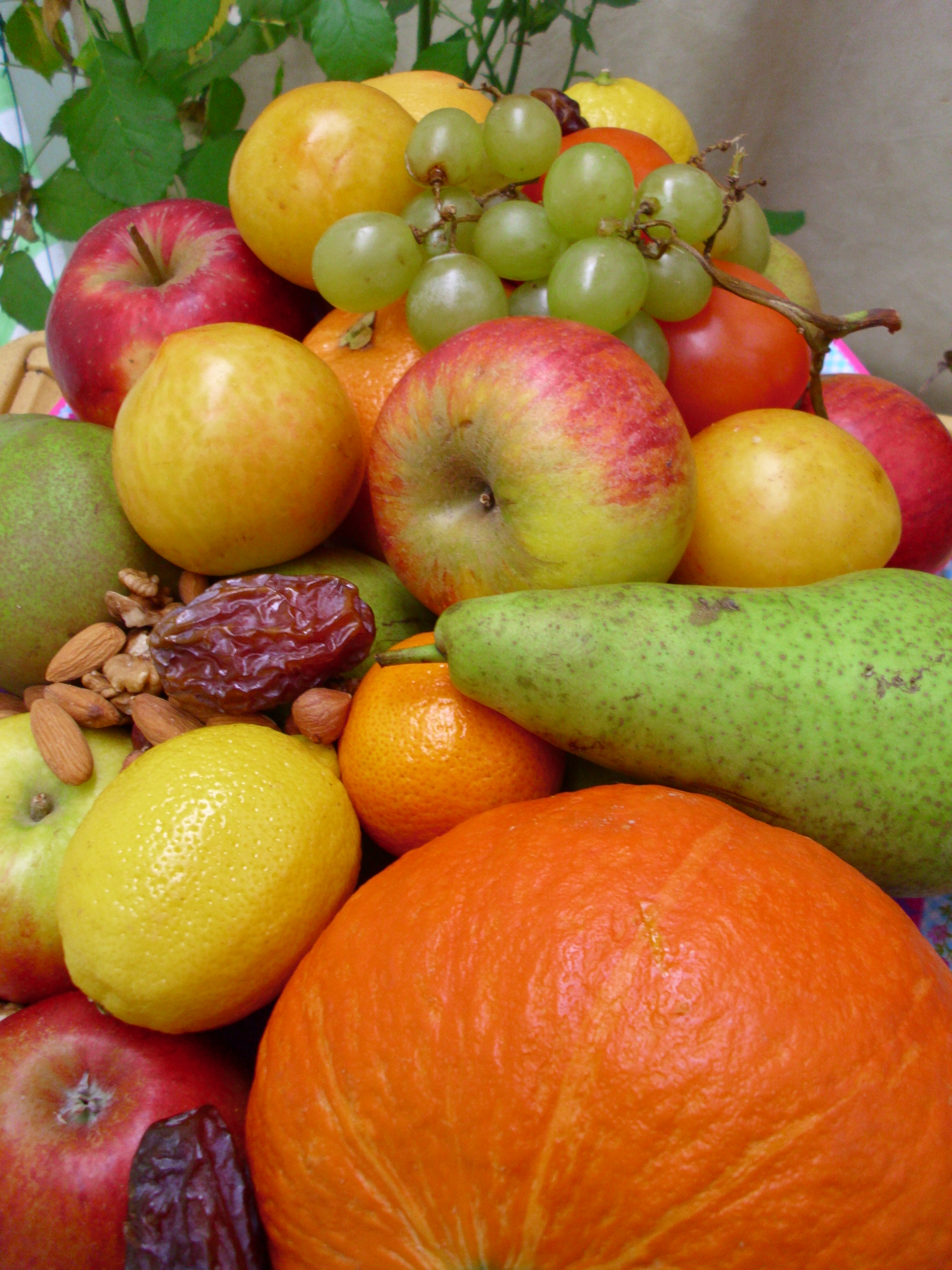
فواكه متنوعة

الثمرية (بالإنجليزية: Fruitarianism) هو نظام غذائي قائم على تناول الفواكهة والمكسرات والبذور، ويستبعد كليا المنتجات الحيوانية ومشتقاتها. يُتبع نظام الثمرية لأسباب مختلفة، بما في ذلك الفوائد الصحية، أو للأسباب الأخلاقية أو الدينية أو البيئية أو الثقافية أو الاقتصادية. قد يتعرض متبع هذا النظام إلى مخاطر نقص التغذية، مثل نقص فيتامين ب 12 أو الكالسيوم أو الحديد أو الزنك أو أوميغا 3 أو البروتين.

## أنواع الثمرية
بعض اتباع الثمرية لا يأكلون سوى الثمار التي تسقط طبيعيًا من النبتة، بدون قطف أو ايذاء للنبات.    وتتكون هذه الأطعمة أساسًا من الثمار بأنواعها والمكسرات والبذور. إلا أن بعضهم لا يأكلون الحبوب والبذور معتقدين أنه من غير المناسب للبشر تناولها لأنها تحتوي على نباتات مستقبلية  كما يعتقد البعض الآخر أنهم يجب أن يأكلوا فقط النباتات التي تنشر البذور عندما تؤكل. يأكل آخرون البذور وبعض الأطعمة المطبوخة. يعتمد بعض اتباع الثمرية تعريف علم النبات للنبتة فيشمل غذائهم البقوليات، مثل الفاصوليا أو البازلاء أو البقوليات الأخرى. والبعض يزيدون الفواكهة النيئة والفواكهة المجففة والمكسرات والعسل وزيت الزيتون والفاصولياء والشوكولاتة.

## الأنفكار والنظام الغذائي
بعض اتباع الطوائف الدينية مثل الجاينيين، يؤمنون باجتناب العنف بكافة صورة بما في ذلك العنف تجاه النباتات، بالنسبة لبعض الثمريين، يأملون العودة إلى الماضي الذي كان يسبق المجتمع الزراعي عندما كان البشر مجرد جامعين. الدافع الآخر هو لتطهير الجسم من السموم. وآخرين لمجرد تحدي قوة الإرادة لديهم.

## تَغذِيَة

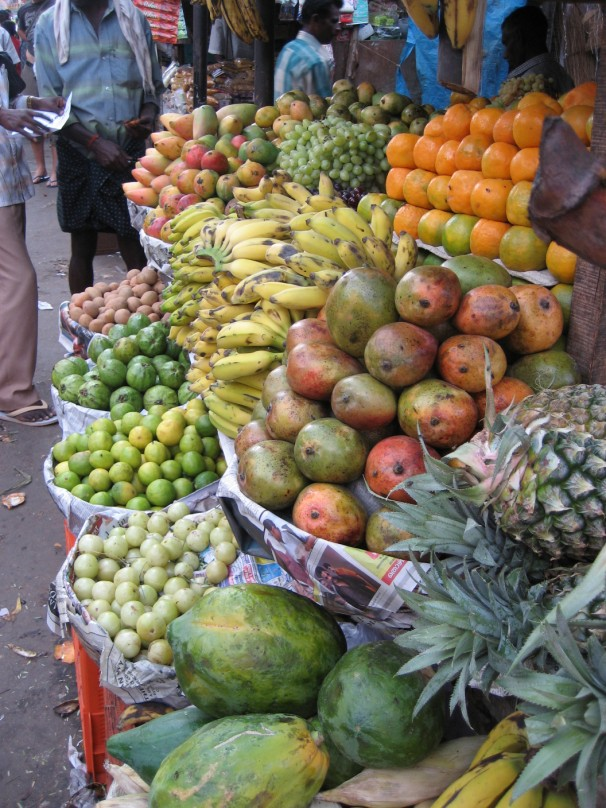
الفواكة الاستوائية

وفقًا لخبراء التغذية، يجب على البالغين تجنب اتباع الثمرية لفترة طويلة جدًا. الثمرية نظام غذائي غير مناسب تمامًا للأطفال (بما في ذلك المراهقين) والأمهات المرضعات وأطفالهن. يمكن أن تنجم الوفاة عن سوء التغذية.

### الآثار الغذائية
الثمرية هي نوع من أنواع النظام الغذائي النباتي لكنها أكثر تقييدًا من النباتية (بالإنجليزية: Vegetarianism) أو الخضرية (بالإنجليزية: Veganism). يمكن أن يؤدي اتباع الثمرية لفترة طويلة إلى نقص خطير في العناصر الغذائية، وهو خطر يحاول العديد من الثمرييين تجنبه من خلال الخضوع التحاليل المخبرية وحقن الفيتامينات. أفاد برنامج تعزيز الصحة في جامعة كولومبيا أن النظام الغذائي الثمري يمكن أن يسبب نقصًا في الكالسيوم والبروتين والحديد والزنك وفيتامين د ومعظم فيتامينات ب (خاصة ب 12 ) والأحماض الدهنية الأساسية.
على الرغم من أن الفاكهة توفر مصدرًا للكربوهيدرات، إلا أنها تحتوي على القليل من البروتين، ولأن البروتين لا يمكن تخزينه في الجسم مثل الدهون والكربوهيدرات، ينبغي على الثمريين أن يكونوا اشد حرصا من غيرهم على اخذ حصة كافية من البروتين يوميا. ذلك أنه عندما لا يأخذ الجسم ما يكفي من البروتين، فإنه يفقد الأحماض الأمينية الضرورية لصنع بروتينات الجسم التي تدعم نمو أنسجة الجسم والحفاظ عليها. كما أن تناول كميات كبيرة من الفاكهة يشكل خطراً على مرضى السكري أو مرحلة مقدمات السكري ، وذلك بسبب التأثير السلبي للكميات الكبيرة من السكر في الفاكهة على مستويات السكر في الدم. ولذات السبب يكون الثمريين عرضة أكثر من غيرهم للإصابة بتسوس الأسنان. 
لأن معظم الفاكهة غالبا ما تكون سهلة الهضم يشعر الثمريين بالجوع شعورًا متكررًا خلال اليوم. مما يؤدي للحاجة للتغوط بكثرة  بالإضافة إلى ذلك، أفاد برنامج تعزيز الصحة في كولومبيا أن القيود الغذائية عمومًا قد تؤدي إلى الجوع والتفكير المفرط في طعام والهوس به والاضطرابات الاجتماعية والعزلة الاجتماعية.  تحمل القيود الغذائية الشديدة المتأصلة في نظام الثمرية أيضًا خطرًا جسيمًا يتمثل في زيادة إحتمالية الإصابة بهوس الغذاء الصحي.
كتبت هارييت هول أن اتباع نظام الثمرية "يؤدي إلى سوء التغذية، وخاصة عند الأطفال. وأن الثمريين عرضة للإصابة بسوء التغذية بالبروتين والطاقة، وفقر الدم، وانخفاض مستويات الحديد والكالسيوم والأحماض الدهنية الأساسية والفيتامينات والمعادن."

#### فيتامين ب12
لا يمكن الحصول على فيتامين ب 12، وهو منتج بكتيري، من الفاكهة. وفقًا للمعاهد الوطنية الأمريكية للصحة، فإن "مصادر الغذاء الطبيعية لفيتامين ب 12 تقتصر على الأطعمة التي تأتي من الحيوانات". لذا يحتاج الثمريين إلى تضمين مكمل فيتامين ب 12 في نظامهم الغذائي وإلا فقد يتعرضون لخطر نقص فيتامين ب 12.

### الثمرية والأطفال
يوصي خبراء التغذية بعدم اتباع نظام الثمرية مع الأطفال لمخاطرة على نمو الطفل الجسدي والعقلي، هذه المشاكل الصحية تتمثل في سوء التغذية الحاد بالبروتين والطاقة، وفقر الدم وأوجه النقص بما في ذلك البروتين والحديد والكالسيوم والأحماض الدهنية الأساسية والألياف الخام ومجموعة واسعة من الفيتامينات والمعادن.

## أتباع الثمرية البارزون
بعض المدافعين البارزين عن الثمرية، أو الأنظمة الغذائية التي يمكن اعتبارها ثمرية، وهم:
- أوتو أبراموفسكي ، المعالج الطبيعي الأسترالي الذي حاضر عن النظام الغذائي للفاكهة. [21]
- عيدي أمين ، الديكتاتور العسكري الأوغندي الذي أصبح ثمريا أثناء نفيه في المملكة العربية السعودية. [22]
- سيدني إتش بيرد[23]
- أرنولد إيريت[24]
- أغسطس إنجلهارت[25]
- ريمون دبليو برنارد[26]
- هيريوارد كارينجتون[27]
- حافظ المهندس كرمشاند غاندي، المعروف باسم الزعيم السياسي والروحي الهندي المهاتما غاندي، على نظام غذائي ثمري لمدة خمس سنوات. [28] يبدو أنه توقف عن النظام الغذائي وعاد إلى النظام النباتي بسبب ذات الجنب، وهي حالة موجودة مسبقًا، بعد ضغوط من الدكتور جيفراج ميهتا. [29] [30]
- بن كلاسين [31]
- المؤلف موريس كروك [32]
- نُقل الممثل أشتون كوتشر إلى المستشفى وقيل أن "مستوياته في البنكرياس كانت خارجة تمامًا عن السيطرة" بعد اتباع الثمرية استعدادًا للعب دور ستيف جوبز الرئيس التنفيذي لشركة Apple Inc. مات جوبز بسبب سرطان البنكرياس. [33]
- اتبع مؤسس شركة آبل ستيف جوبز نظام الثمرية منذ أن كان طالبا في المرحلة الجامعية، ومارسها لاحقًا طوال حياته.[34][35]
- جوستاف شليكيسن [36]

## في الثقافة الشعبية
تقول الشخصية كيزيا في فيلم نوتينغ هيل عام 1999 (الذي لعبت دوره إيما برنارد) ليليام ثاكر ( هيو غرانت ) بأنها ثمرية.  هي تعتقد أن "الفواكة والخضروات لها شعور"، وهي تعارض طهيها، وتقتصر على تناول الأشياء التي "سقطت بالفعل من شجرة أو شجيرة" والتي ماتت بالفعل" وصف المشاهدين أنه تصوير سلبي للثمرية.
ذُكر المثمرين في يوليسيس للكاتب جيمس جويس.
روّج ديك جريجوري أيضًا للأول في كتابه، الطهي مع الطبيعة الأم.